# Transgenerationale Weitergabe
Transgenerationale Weitergabe (auch Transgenerationalität oder (Trauma-)Transmission, englisch: Transgenerational Transmission of Trauma (TTT)) bezeichnet die Übertragung von Erfahrungen der Angehörigen einer Generation auf die Mitglieder einer nachfolgenden Generation, wobei es sich in der Regel um ein unbeabsichtigtes, oft unbewusstes und nicht selten auch ungewolltes Geschehen handelt. Die Begriffe haben sich in verschiedenen wissenschaftlichen Disziplinen etabliert. Die damit bezeichneten Phänomene werden bevorzugt in den Sozialwissenschaften untersucht und beschrieben, doch beginnen auch Vertreter der Naturwissenschaften, sich diesem Thema zu widmen. In erster Linie geht es um unverarbeitete seelische Traumata, die in verschiedenen Zusammenhängen erworben wurden. Deren Erlebnisqualitäten können in unterschiedlicher Weise und Ausprägung direkt oder indirekt und mit verschiedenen Auswirkungen an die Nachkommen weitergegeben werden. Besonders häufig wurden diese Phänomene bei Überlebenden des Holocaust und ihren Nachkommen (siehe Holocaust-Nachfolgegeneration) beschrieben. Neben zahlreichen nachteiligen Folgen kann auch die Resilienz genannte psychische Widerstandsfähigkeit eines Menschen auf dem Weg einer transgenerationalen Weitergabe gestärkt werden.

## Begriffsgeschichte
Vererbte Gefühlseinstellungen wurden oft schon beschrieben. Ob aber bekannte Phänomene aus früher Zeit oder anderen Kulturkreisen als Vorläufer dessen bezeichnet werden können, was heute unter transgenerationaler Weitergabe verstanden wird, ist bisher nicht untersucht. Beispielsweise beschrieb Yanagi Muneyoshi, ein japanischer Kunstkritiker, anhand der nationalen Kunst für Koreaner unter der Bezeichnung Han eine kollektive Depression, die an die Nachfahren weitergegeben werde. Auch liegen für die Residential School in Kanada oder die Gestohlenen Generationen in Australien bisher keine Untersuchungen über die Auswirkungen auf nachfolgende Generationen vor, obwohl für Australien beispielsweise das zugefügte Leid inzwischen anerkannt wurde und sich die australische Regierung bei den Aborigines entschuldigt hat – für die Entfremdung von der eigenen Kultur, „für den Schmerz und das Leid, für die Demütigungen und Erniedrigungen, dafür, dass Familien und Gemeinschaften auseinandergerissen wurden“.
Die Begrifflichkeit der transgenerationalen Weitergabe war noch nicht in der Welt, als sich im 19. Jahrhundert die Erkenntnis durchsetzte, dass in einer Alterskohorte bestimmte Erfahrungen geteilt und an die nächste weitergegeben werden. Von dort spannte Angela Moré, Sozialpsychologin an der Universität Hannover, den historischen Bogen bis in die Gegenwart und sprach von jeweils „zeitspezifischen Vererbungsvorstellungen“.
Karl Mannheim schlug in seiner Schrift Das Problem der Generationen vor, unabhängig vom Lebensalter Menschen einer Kohorte zuzuordnen, wenn sie einschneidende und prägende Erlebnisse miteinander teilten. Für Moré ist die Zuordnung von Generationen zu Kohorten stets ein „gesellschaftliches Konstrukt“, weil es immer der Interpretation und eines Konsens über die Frage bedürfe, welche Ereignisse als prägend angesehen werden.
Mitte der 1960er Jahre begannen Untersuchungen zur transgenerationalen Weitergabe, als die Kinder der Überlebenden des Holocausts vermehrt um therapeutische Hilfe mit einer Symptomatik nachsuchten, die für die unmittelbar Verfolgten bekannt war und sich beispielsweise im Überlebensschuld-Syndrom manifestierte. Allein bis zum Jahr 2011 trug Natan Kellermann, israelischer Psychologe und Mitglied des Stiftungskuratoriums von Amcha Deutschland, über 500 Forschungsarbeiten zu dieser Gruppe zusammen. Dabei stieß er auf eine große Begriffsvielfalt – wie etwa „trans-generational, inter-generational, multi-generational oder cross-generational“ – und schlug selbst „parental transmission“ (deutsch: elterliche Weitergabe) vor, weil damit die Übertragung speziell von den Eltern zu den Kindern betont werde, um die es bevorzugt gehe.
Nachdem sich in Deutschland die Kriegskinder zu Wort gemeldet hatten, fanden sich auch bei deren Nachkommen Spuren einer transgenerationalen Weitergabe der „kriegsbelasteten Kindheiten“ ihrer Vorfahren, wie es u. a. Hartmut Radebold nannte. Sabine Bode sprach vom „Erbe der Kriegsenkel“. Angela Moré nahm die Folgen in den Blick, die sich bei den Nachfahren von Opfern, Tätern und Mitläufern des NS-Regimes einstellten. Inzwischen gibt es „eine Flut von Veröffentlichungen zum Thema (trans-)generationaler Weitergabe früher Traumatisierung“, wie die Psychosomatikerin Christiane Waller schrieb, als sie sich speziell mit den Folgen für das kardiovaskuläre System befasste.
Im Jahr 2017 berichtete der Wissenschaftsjournalist Michael Lange im Deutschlandfunk über die Neuroepigenetik, die bemüht sei zu klären, ob und wenn ja, wie sich traumatische Erlebnisse jenseits evolutionärer Prozesse, in denen Mutation und Selektion bestimmend sind, im Erbgut verankern und auf nachfolgende Generationen übertragen. Insofern wird inzwischen von „transgenerationaler Vererbung“ gesprochen.

## Konzepte
Jenseits naturwissenschaftlicher Konzepte, die einen epigenetischen Niederschlag im Erbgut für möglich halten, wurden von Vertretern der Sozialwissenschaften viele verschiedene, teils integrierende und ergänzende Konzepte, aber auch einander widersprechende Erklärungsmodelle vorgestellt. Viele dieser Konzepte beruhen auf dem psychoanalytischen Modell von Übertragung und Gegenübertragung. Es hat sich gezeigt, dass es nur dann zu einer Übermittlung traumatischer Erfahrungen an die nachfolgende Generation kommt, wenn das Erlebte von der traumatisierten Person nicht verarbeitet und „nicht in die Konstruktion eines lebensgeschichtlichen Sinnzusammenhangs eingebettet“ werden konnte.
Während viele Autoren lineare Konzepte der Weitergabe von der vorausgehenden an die nachfolgende Generation entwickeln, geben andere dem Modell eines „zirkulären Prozesses“ den Vorzug, in dessen Rahmen der nachfolgenden Generation eine größere und nicht nur perzeptive Bedeutung, sondern auch eine gestaltende Rolle in diesem Geschehen beigemessen wird.
Bei aller Vielfalt einig sind sich die Autoren, dass es sich bei der Weitergabe nicht um einen deterministischen Vorgang handelt, und in der Regel wird als gemeinsame Voraussetzung das Schweigen über das Erlebte benannt. Der israelische Psychologe und Friedensforscher Dan Bar-On nannte es bei den Kindern der NS-Täter die Last des Schweigens, Ilany Kogan sprach für die Opfer vom stummen Schrei der Kinder.
Geschwiegen werde über die Erlebnisse „aus Scham, aus Angst, oder weil sie von dem herrschenden politischen System für tabu erklärt worden waren“, so die Soziologin Uta Rüchel im Deutschlandfunk anlässlich einer Sendung, die „Opfer politischer Verfolgung in der sowjetischen Besatzungszone und in der DDR“ und deren Traumavererbung thematisierte.
Sprechen schaffe die Möglichkeit, den Teufelskreis zu durchbrechen, so die nahezu einhellige Empfehlung. Rosmarie Barwinski, Leiterin des Schweizer Instituts für Psychotraumatologie, spricht von einem „Beziehungstrauma“, in dem das Unausgesprochene gleichsam wie ein Geheimnis behandelt werde und zugleich die Grenzen zwischen Phantasie und Realität verwischen. Erst wenn über das Trauma offen gesprochen werden könne, finde die transgenerational traumatisierende Wirkung ihr Ende.
Nach Kellermann beruhe die Theorie der Traumaweitergabe einerseits „auf merkwürdigen Vorstellungen“, nach denen späte Symptome erwachsen gewordener Kinder auf frühem Erleben der Eltern beruhe, andererseits veranschauliche sie mit der Volksweisheit Der Apfel fällt nicht weit vom Stamm eine „gewisse Kontinuität familiärer Züge“. Ausführlich beschrieb er die Beiträge der Psychoanalyse, die wegen der Vorarbeiten von Sigmund Freud „in der klinischen Forschung der Holocaust-Traumaweitergabe dominieren“, aber auch Beiträge aus systemischen Ansätzen, Sozialisations- und biologisch-genetischen Forschungen. Christiane Waller machte auf mögliche körperliche Folgen aufmerksam, die in der Beschäftigung mit den psychischen Folgen schnell vernachlässigt würden.

## Untersuchte Gruppen
Zwar sei, so Natan Kellermann, der Vorgang der transgenerationalen Weitergabe zuerst für die Nachkommen der Holocaust-Überlebenden beschrieben worden, doch würden diese Prozesse ebenso und „in steigendem Maße auch bei Nachkommen anderer traumatisierter Bevölkerungsgruppen – bei Kriegsversehrten, überlebenden Genozidopfern, Opfern von Terror und Folter, Sklaverei und nuklearen Ereignissen, durch Menschen verursachte Gewalt und Naturkatastrophen – in vielen Teilen der Welt“ festgestellt. Auch „über die schädlichen Auswirkungen elterlicher Traumata auf Kinder südostasiatischer Flüchtlinge in den USA“ sei publiziert worden. Insofern gibt es zahllose Gruppen von Menschen, die durch traumatische Erfahrungen ihrer Vorfahren Beschädigungen erleiden, doch finden die verschiedenen Gruppen bisher noch keinen proportionalen Eingang in Forschungsstudien oder bleiben, wie es für Untersuchungen von Flüchtlingen beschrieben wird, verstreute Einzelstudien, die noch nicht in systematische Forschung eingebettet sind. Die meisten Veröffentlichungen finden sich nach wie vor über die Holocaust-Nachfolgegeneration.

### Opfer, Täter und Mitläufer des NS-Regimes

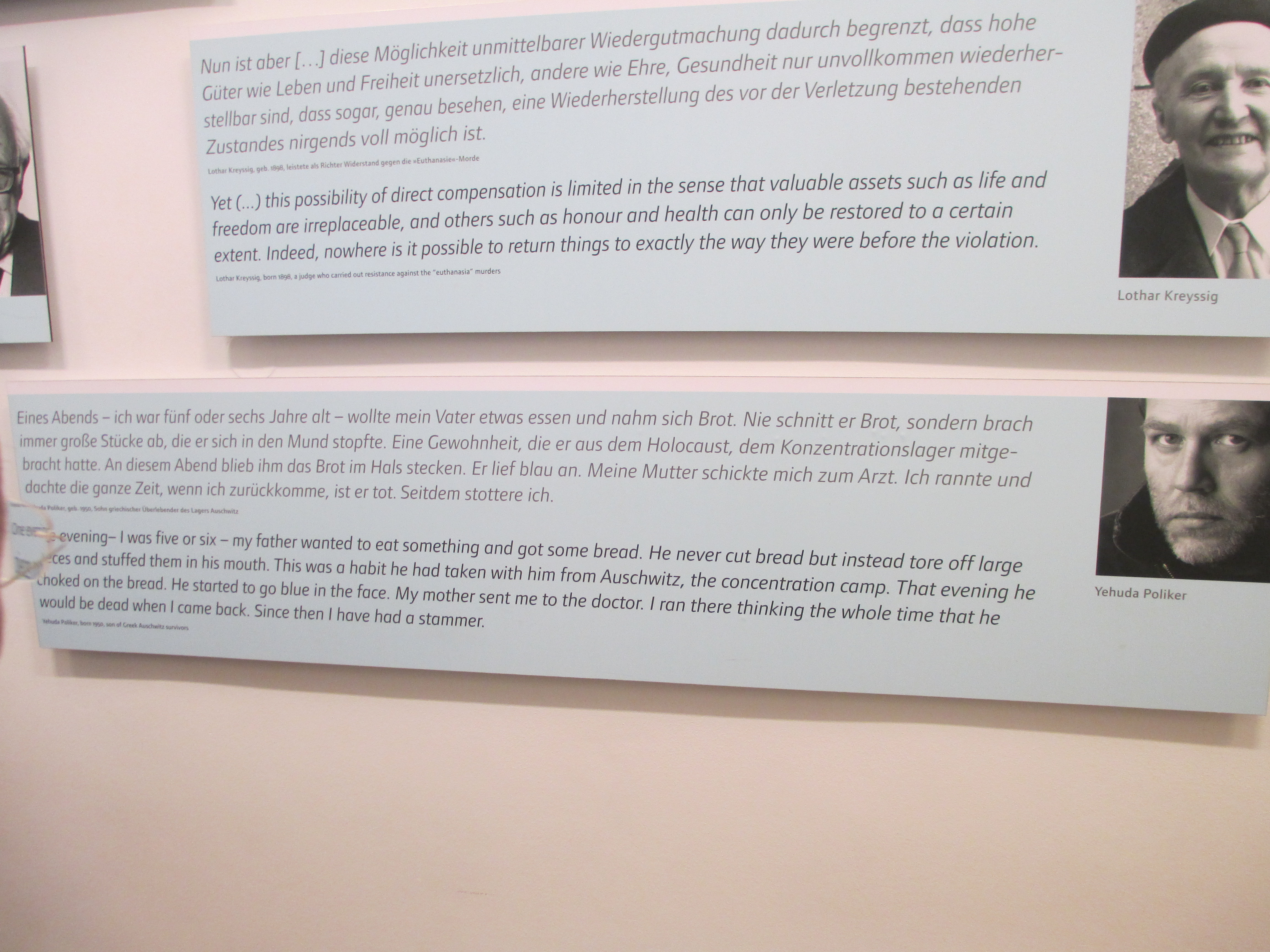
Selbstzeugnisse von Lothar Kreyssig und Yehuda Poliker in der Villa Wannsee

#### Beiträge der Psychologie
Die Psychologie hat zahlreiche Beiträge zum Thema beigesteuert. Als einer ihrer Vertreter wies Natan Kellermann in seiner Zusammenfassung unter dem Titel Geerbtes Trauma darauf hin, dass es „höchst umstritten“ sei, ob die „Nachkommen von Holocaust-Überlebenden vermehrt an psychischen Krankheiten“ litten. Das würde zwar in klinischen Studien festgestellt, bestätige sich aber in der empirischen Forschung nicht. Charakteristisch allerdings sei eine hohe Anfälligkeit für Posttraumatische Belastungsstörungen und eine gegenüber dem Durchschnitt erhöhte Stressanfälligkeit. Das Trauma der Eltern werde von den Nachkommen nicht nur unterschiedlich, sondern zum Teil auch gegensätzlich erlebt, so dass es von einer Person zugleich als Fluch und Vermächtnis empfunden werden könne.
Als weitere Eigentümlichkeit der Nachkommen stellte Kellermann eine besondere Verletzlichkeit einerseits und gleichzeitig eine besondere Widerstandsfähigkeit (Resilienz) fest. Mitunter würde in verschiedenen Lebensabschnitten eher die eine oder die andere Eigenschaft vorherrschen. Es sei deshalb wichtig, so Kellermann, „diese Population nicht als homogene Gruppe zu betrachten, die entweder an einer spezifischen Psychopathologie leidet oder posttraumatisches Wachstum manifestiert, sondern als Menschen, deren Innenleben zeitlebens vom Zweikampf dieser Kräfte geprägt“ sei.

#### Beiträge der Sozialpsychologie
In Anlehnung an Freuds Begriff von der „Gefühlserbschaft“ und mit Blick auf das Verhältnis von Tätern und Opfern des NS-Staats wandte sich Angela Moré 2013 in ihrer Abhandlung den Mechanismen und Auswirkungen transgenerationaler Weitergabe extremer Traumaerlebnisse einerseits und unverarbeiteter „Schuldverstrickungen“ andererseits zu. Dabei berief sie sich auf psychoanalytische Fallgeschichten, Autobiografien, Romane und viele andere Quellen. In einige Konzepte gingen Metaphern ein, um die komplexen Zusammenhänge zu veranschaulichen, wie der „Zeittunnel“ von Judith Kestenberg das „Telescoping“ von Haydée Faimberg, oder das Bild vom „vermittelten Trauma“ von Ilany Kogan.

„Was von den Erfahrungen der Überlebenden in der zweiten Generation in Träumen, Affekten, Stimmungen und bewussten wie unbewussten Vorstellungen ankommt, sind rätselhafte, unintegrierbare Bilder und Impulse, Irritationen, Verunsicherungen der eigenen Identität, Schuldgefühle, unerklärliche Ängste oder Zwänge, Gefühle von (Selbst-) Fremdheit und Rätselhaftigkeit oder Zwangshandlungen.“

Gelinge es den Angehörigen der zweiten Generation nicht, zu verarbeiten, was ihnen von den Vorfahren an nicht verarbeitetem Erleben übertragen wurde, gingen die Folgen auf die dritte Generation über, wobei der Sinnzusammenhang von Generation zu Generation immer mehr verblasse.
Vergleichbare Metaphern oder Erklärungsmodelle für das Verhältnis der Täter und Mitläufer zu ihren Kindern haben sich nicht etabliert, auch wenn sie ebenfalls zu „ungewollten Erben der Schatten der elterlichen Vergangenheit“ wurden. In der Regel prägte Ambivalenz die Beziehungen. In den 1950er Jahren galt die „Prügelstrafe als angemessenes Erziehungsmittel“. Die Erziehung war geprägt durch Johanna Haarer, deren Erziehungsratgeber Die deutsche Mutter und ihr erstes Kind ein Bestseller geworden war. Die von verschiedenen Autoren beschriebenen und von Moré zusammengefassten Übertragungsmuster in NS-Täterfamilien würden sich, so Moré, ganz ähnlich in Familien mit nicht aufgearbeiteten Verbrechen in Bürgerkriegen oder anderen Zusammenhängen finden. Das Beschweigen dieser Taten stürze die nachfolgenden Generationen in eine verzweifelte Suche nach einer Lösung für Rätsel, die ihnen zur Qual wurden.
In ihrem Bemühen, das konkrete Geschehen theoretisch einzuordnen, greift Moré auf die Konzepte von Sigmund Freud zurück und ergänzt Forschungsergebnisse und Erkenntnisse, die von der Bindungstheorie und von der Säuglings- und Kleinkindforschung sowie der Kinderanalyse bereitgestellt wurden.

„Diese Forschungsergebnisse sind übertragbar auf andere Erfahrungen mit (Bürger-) Kriegen, Verfolgungen, Vertreibung und Genozid und machen deutlich, dass die in ihnen gemachten Erfahrungen nicht vorübergehen, ohne bei den Nachkommen der Täter/innen wie der Opfer neben körperlichen vor allem auch seelische Spuren zu hinterlassen und die dabei auftretenden Traumatisierungen schicksalhaft in der Psyche der nachfolgenden Generationen zu implantieren. Wo die Aufarbeitung nicht oder nur unvollständig gelingt, wird die Gefühlserbschaft zur Last auch noch für die Enkel/innen und Urenkel/innen.“

#### Beiträge der Bindungsforschung
Auch unabhängig von einer Betrachtung der Auswirkungen des NS-Regimes haben sich Entwicklungspsychologen und Bindungsforscher mit dem Phänomen der transgenerationalen Weitergabe befasst.
Als Vertreter der Bindungstheorie meldete sich das Ehepaar Karin und Klaus Grossmann im Jahr 1987 auf der 16. Fortbildungstagung der Deutschen Gesellschaft für Psychosomatische Geburtshilfe und Gynäkologie mit den Ergebnissen ihrer Forschungen zu Wort. Auf Entbindungsstationen in Krankenhäusern hatte sich aus verschiedenen Gründen eine sofortige Trennung der Neugeborenen von ihren Müttern eingebürgert. Hier galt es, Traditionen zu ändern, denn die Grossmanns hatten in ihrer Langzeitstudie festgestellt, dass das Bindungsverhalten der Kinder in 80 Prozent der Fälle demjenigen der Eltern entsprach. Sie hatten über hundert Neugeborene beobachtet, ihre Entwicklung 21 Jahre lang begleitet und dabei festgestellt, dass Bindungsstile einer transgenerationalen Weitergabe unterliegen. Mehrfach wurde dies von anderen Forschern bestätigt.
Bindungstheoretiker erklären die Weitergabe des Bindungsstils zum Teil durch die elterliche Feinfühligkeit, zu einem anderen Teil durch die Fähigkeit der Eltern zur Mentalisierung. Die mentale Repräsentation von Bindung und die Einstellung zu zwischenmenschlichen Beziehungen spielen eine entscheidende Rolle. Doch das erklärt nicht alles. Die verbleibenden Lücken, also das, was bisher noch nicht erklärt werden kann, wird als „intergenerational transmission gap“ bezeichnet.

#### Beiträge der Literaturwissenschaft
Die Literaturwissenschaftlerin und Psychoanalytikerin Gabriele Schwab, Heisenberg- und Guggenheim-Stipendiatin, lehrt an der University of California, Irvine (UCI) Komparatistik und publizierte im Jahr 2010 ein Buch über den Spuk der transgenerationalen Weitergabe von Traumata. Im Nachkriegsdeutschland aufgewachsen, verarbeitet sie in diesem Buch nicht nur Teile ihrer eigenen Geschichte, die in ihrer Heimatstadt Tiengen begann und in historisch bedeutsamen Aspekten von ihr lange Zeit unbeachtet blieb, sondern sie spannte auch einen weiten geschichtlichen und globalen Bogen unter anderem zu Sklaverei und Kolonialherrschaft, Massen- und Völkermord. All diese Geschehnisse hinterlassen, so Schwab, Traumata, die weit über den Moment des konkreten Geschehens hinaus und auf beiden Seiten wirksam werden. Sie verknüpfte die  Geschichten der Nachkriegsdeutschen und der Nachkommen von Holocaust-Überlebenden mit der südafrikanischen Apartheid, der Folterpraxis nach dem 11. September 2001 und der Geschichte der Desaparecidos während der südamerikanischen Diktaturen, über die Jahre zuvor beispielsweise David Becker berichtet hatte. All diese Traumata, so verschieden sie auch sind, hinterlassen Spuren, im psychischen Leben der Individuen ebenso wie im kulturellen Gedächtnis der Nationen, und sie interagieren miteinander, so Schwab. Mitunter werde gar die Existenz einer kollektiven Psychologie innerhalb eines Individuums postuliert, die aus mehreren Generationen bestehe.
In ihrem Aufsatz Das Gespenst der Vergangenheit: Zum transgenerationellen Erbe von Krieg und Gewalt, der sich inhaltlich an ihr Buch anlehnt, plädiert Schwab „für das Konzept eines ‚multidirektionalen Gedächtnisses‘, in dem kollektive Übertragungsprozesse unterschiedliche Geschichten der Gewalt miteinander verbinden“. Auf diese Weise entstehe eine Art „vernetztes Gedächtnis“, das „eine Alternative zu einer Trauerarbeit“ böte, „die sich ausschließlich auf die eigene Geschichte“ beziehe „und in der die Anerkennung des Leidens der Einen sich deshalb nur auf Kosten der Anerkennung des Leidens der Anderen vollziehen“ könne.

#### Zusammenfassung WD Bundestag
Die Wissenschaftlichen Dienste des Deutschen Bundestages (WD) haben im Jahr 2017 ihre Zusammenfassung des Themas unter dem Titel Transgenerationale Traumatisierung vorgelegt, begrenzt auf die Gruppe der Nachkommen von Holocaust-Überlebenden. Eine Übertragung von Traumata auf die nachfolgenden Generationen „mit entsprechenden krankhaften Folgeerscheinungen für die Betroffenen“ sei „inzwischen als klinischer Befund anerkannt“.

### Zeitzeugen des Hamburger Feuersturms
Die Gerda Henkel Stiftung informiert auf ihrer Webseite über ein von der Stiftung gefördertes Forschungsprojekt, das sich in interdisziplinärer Zusammenarbeit von Psychosomatikern, Historikern und Kinderpsychologen mit dem Hamburger Feuersturm und seinen transgenerationalen Folgen befasste. Er fand unter dem militärischen Codenamen Operation Gomorrha im Sommer 1943 statt. Dabei verloren etwa 35.000 Menschen ihr Leben. „In Hamburg ist die Erinnerung an den ‚Feuersturm‘ bis heute in der städtischen Öffentlichkeit präsent, was den bisherigen Forschungsergebnissen zufolge ebenfalls und in verstärktem Maße auf die Familien der Zeitzeugen zutrifft“, so die Mitteilungen der Stiftung.
Über das Projekt sind zehn informative Videos hergestellt worden, die bei L.I.S.A., dem Wissenschaftsportal der Stiftung, veröffentlicht sind. In fachlicher Verantwortung wurde das Projekt betreut von den Psychoanalytikern Ulrich Lamparter und Silke Wiegand-Grefe vom Universitätsklinikum Hamburg-Eppendorf einerseits und den Zeithistorikern Malte Thießen und Dorothee Wierling von der Forschungsstelle für Zeitgeschichte in Hamburg andererseits.
Am Beispiel der Bombardierung von Hamburg galt es, „das Zusammenspiel zwischen latenten familiären Transmissionsprozessen auf der einen und kulturellen Traditionssträngen auf der anderen Seite“ herauszuarbeiten. Gemeinsam entwickelt und ab 2006 von der Stiftung unterstützt, stand im Zentrum des Projekts die Frage, ob und wenn ja zu welchen langfristig wirksamen Traumatisierungen diese Kriegserlebnisse führten und wie sie von den Zeitzeugen, ihren Familien und der Gesellschaft verarbeitet wurden.
Neben vielen anderen Ergebnissen wurde eine „generationelle Selbstverortung“ der Zeitzeugen als „identitätsstiftende Stereotypisierung ausgemacht“ und festgestellt, dass sich daraus nicht selten ein „Vorwurf des fehlenden Verständnisses nachfolgender Generationen“ ableite, woran sich häufig Konflikte zwischen Zeitzeugen und deren Nachfahren entzündeten. Insgesamt hat das Projekt zahlreiche Veröffentlichungen zu verschiedenen Fragestellungen hervorgebracht und ist inzwischen abgeschlossen.

### Sexualisierte Kriegsgewalt
Im Januar 2023 berichtete Monika Hauser auf der Website der Bundeszentrale für politische Bildung (bpb) über sexualisierte Gewalt als „Kriegswaffe“. Sexualisierte Kriegsgewalt gebe es seit Jahrhunderten, ein öffentliches Bewusstsein darüber entwickle sich jedoch „erst seit dem Bosnienkrieg und dem Genozid in Ruanda“, so Hauser. In den 1990er Jahren hatte sie unter anderem die Frauenrechtsorganisation medica mondiale gegründet, ein Verein, der dazu beitragen möchte, kriegstraumatisierten Frauen medizinische und psychologische Hilfe zur Verfügung zu stellen. Im Jahr 2014 gab dieser Verein eine Studie zu den Langzeitfolgen von Kriegsvergewaltigungen und Bewältigungsstrategien Überlebender in Bosnien und Herzegowina heraus.
In ihrem Aufsatz bei der bpb definiert Hauser „sexualisierte Kriegsgewalt“, die sich nicht auf Vergewaltigungen beschränkt, und zwar weit überwiegend, aber nicht nur Frauen und Mädchen betrifft. Belegt sei sie „in unzähligen historischen Quellen“ seit der Antike, jedoch meist „nicht als Verbrechen thematisiert“, sondern wurde teils „als kriegsstrategisches Mittel glorifiziert oder als ‚Kollateralschaden‘ bezeichnet“. Veränderung brachte, so Hauser, 1995 die Weltfrauenkonferenz in Peking auf den Weg. Es gelte, sexualisierte Gewalt „nicht nur als Waffe, sondern als strukturelles Problem“ zu begreifen. Die Folgen sind tiefgreifend und anhaltend „und werden oft als transgenerationale Traumata an die folgenden Generationen weitergegeben“.
Die Website von medica mondiale stellt Material über sexualisierte Kriegsgewalt zur Verfügung, liefert Zahlen und Fakten sowie Informationen zu Ursachen und Funktion. Berichtet wird über die Täter- wie Opferseite, über die Folgen für die Betroffenen einerseits und für Staat und Wirtschaft andererseits. Um einer transgenerationalen Weitergabe der erlittenen Traumata entgegenzuwirken, sind eine ganzheitliche Unterstützung der Überlebenden und verschiedene Maßnahmen auf individueller, gesellschaftlicher und staatlicher Ebene erforderlich. Die generationenübergreifenden Folgen der Kriegsgewalt könnten im Falle schwerer Traumata „sogar epigenetisch vererbt werden“. Unter dem Titel Kein Krieg auf meinem Körper sind Fachbeiträge zum Download zusammengestellt, darunter Gastbeiträge von Rolf Pohl und Antje Schrupp. „Nach und nach“, so Monika Hauser und Sybille Fezer in ihrem Vorwort zu den Fachbeiträgen, habe „sich das Klima der stillen Toleranz von Gewalt gegen Frauen und Mädchen“ verändert.

„Trotz dieser politischen Erfolge und der erhöhten Aufmerksamkeit, die sexualisierte (Kriegs-)Gewalt zuletzt auch durch die Vergabe des Friedensnobelpreises 2018 an den kongolesischen Arzt Denis Mukwege und die jesidische Menschenrechtsaktivistin Nadia Murad erfahren hat, ging und geht die Gewalt gegen Frauen und Mädchen in vielen Ländern unvermindert weiter – ob in Afghanistan, in der Demokratischen Republik Kongo, in Myanmar, im Sudan oder im Syrien-Konflikt.“

Noch immer gebe es laut Hauser und Fezer „zu wenige wissenschaftlichen Untersuchungen über die transgenerationalen Folgen“. Luise Reddemann erinnert in ihrem Gastbeitrag daran, wie die Vergewaltigungen von Frauen am Ende des 2. Weltkriegs nicht nur allseits „ver- und beschwiegen“, sondern überdies mit der Bezeichnung „vergewohltätigen“ ins Lächerliche gezogen wurden.
Eine Forschergruppe der Korean Neuropsychiatric Association legte im Jahr 2019 eine Veröffentlichung vor, die sich mit den sogenannten
Trostfrauen (englisch Comfort women) und – eigenen Angaben zufolge erstmals – mit ihren Nachkommen befasst. Diese Frauen wurden, so die Autoren, von der japanischen Armee während des Zweiten Weltkriegs sexuell versklavt und waren massiven Vergewaltigungen und Folter ausgesetzt. Die untersuchten Nachkommen zeigten teils ähnliche Symptome wie ihre Mütter und ein erhöhtes Risiko für psychische und physische Gesundheitsprobleme. Allerdings wünschten sich die Forscher zukünftig weitere Studien mit objektiveren Methoden.
Am 23. Januar 2024 machte 3sat in seiner Sendung Kulturzeit sexualisierte Kriegsgewalt zum Thema.

### Verschiedene Gruppen
Insbesondere jenseits der Publikationen in deutscher Sprache sind viele Einzelstudien veröffentlicht worden. Untersucht wurden Nachkommen von Sklaven – für die 2005 ein eigenes Syndrom angemahnt wurde – und Flüchtlingen, die Kinder von Soldaten und Veteranen, Nachfahren traumatisierter Indigener, Indianer und der Opfer von Rassismus, die transgenerationale Weitergabe in Korea, Kambodscha oder in Amerika und jene bei Nachfahren von Folteropfern, Opfern von Kindesmissbrauch oder Naturkatastrophen, und mitunter ging es um die Suche nach epigenetisch nachweisbaren Folgen.
Befassen sich Psychotherapeuten mit diesen sekundär traumatisierten Patientinnen und Patienten, ist oft von Kindheitstraumata die Rede, die gleichsam Prototypen „kumulativer und daher komplexer Traumatisierungen“ seien. Dafür habe sich laut Waller eine unterschiedliche Nomenklatur eingebürgert. Den verschiedenen Begrifflichkeiten gemeinsam sei aber, dass sie zwischen aktiven und passiven Arten einer Traumatisierung unterscheiden: aktiv beispielsweise bei Missbrauch und Misshandlung, passiv u. a. bei Vernachlässigung. Zu den traumatisierten Gruppen können überdies Menschen gehören, die als kleine Kinder nahe Bezugspersonen verloren haben, Frühgeborene sind oder schwere körperliche Krankheiten erlitten und dabei nicht gut aufgehoben waren, um diese Erfahrungen bewältigen und daraus möglicherweise sogar gestärkt hervorgehen zu können. Bleiben diese Kinder mit solchem Geschehen auf sich allein gestellt, drohen sie für die Zukunft mindestens eine erhöhte Vulnerabilität zu behalten, die sie ggf. an ihre Nachkommen weitergeben.

## Vorbeugung
„Im Trauma verstummt die Erinnerung an innere gute Bezugspersonen […] als empathische Vermittler zwischen Selbst und Umwelt“, schrieben Marianne Leuzinger-Bohleber und Sabine Andresen. „Viele empirische, psychoanalytische und interkulturelle Studien“ würden belegen, „wie gravierend und nachhaltig sich schwere Belastungen und Traumatisierungen“ speziell auf Schwangere und die frühe Elternzeit auswirken, so die beiden Autorinnen. Sie beziehen sich insbesondere auf die zahlreichen Studien zu den Überlebenden der Shoah, welche „die lebenslangen Folgen von Extremtraumatisierungen und die Gefahr einer transgenerativen Weitergabe der Traumatisierungen“ belegen, die inzwischen auch bei anderen Bevölkerungsgruppen nachgewiesen seien.
Mehrere Projekte zielen auf Prävention und versuchen, der Sprachlosigkeit und Weitergabe der traumatischen Erfahrungen besonders junger Flüchtlingsmütter vorzubeugen. Beispielsweise legte das Bundesfamilienministerium im November 2012 im Rahmen der neuen Bundesinitiative Frühe Hilfen ein Projekt mit dem Namen „Erste Schritte“ auf. Zielgruppe waren bevorzugt Familien, die erst vor kurzem nach Deutschland kamen. Sie sollten nach der Geburt eines Kindes gezielt gefördert werden. Einmal aufgenommen in das Projekt, wurden die Kinder und ihre Familien drei Jahre lang von Mitarbeiterinnen und Mitarbeitern des Kindergesundheitshauses im Vivantes Klinikum Neukölln betreut – unter der Leitung von Rainer Rossi, dem Chefarzt der dortigen pädiatrischen Intensivstation. Das Sigmund-Freud-Institut (SFI) übernahm unter Leitung der Schweizer Psychoanalytikerin Marianne Leuzinger-Bohleber die Begleitforschung. Gefördert wurde das Frühpräventionsprogramm u. a. durch die Hertie-Stiftung, das Bundesamt für Migration und Flüchtlinge (BAMF) und das Land Hessen.
Die Erste-Schritte-Gruppen für Schwangere, Mütter mit Babys und Kleinkindern beruhten auf einem Forschungsprojekt, das im Sigmund-Freud-Institut mit einer eigens eingerichteten Flüchtlingsambulanz in der Zeit von 2008 bis 2014 unter dem Titel Erste Schritte – ein Integrationsprojekt für Kleinkinder mit Migrationshintergrund lief. Die Ergebnisse sind in einer randomisiert kontrollierten Studie wissenschaftlich überprüft worden.
Anfang 2016 wurde in der Erstaufnahmeeinrichtung Darmstadt ein Pilotprojekt mit Namen „Step-by-Step“ für traumatisierte Geflüchtete aufgelegt. Als institutionelle Kooperationspartner mit einschlägiger Vorerfahrung konnten das Sigmund-Freud-Institut mit Marianne Leuzinger-Bohleber und der Fachbereich Erziehungswissenschaft der Goethe-Universität mit Sabine Andresen gewonnen werden. Im Jahr 2017 legten Leuzinger-Bohleber und Andresen ihren Abschlussbericht vor. Step-by-Step beruht auf fünf konzeptuellen Grundlinien:
1. Sichere, verlässliche Strukturen
2. Einfühlung in das „Nicht-Vorstellbare“, was Menschen Menschen antun können
3. Alternative Beziehungserfahrungen zur Stärkung von Resilienz
4. Statt passiver Ohnmacht sinnvolle Aktivität
5. Wiedergewinnen der menschlichen Würde

Beide Projekte, Erste Schritte und Step-by-Step halfen den jungen Müttern unter anderem dabei, in Kontakt zu bleiben und den Tendenzen zu widerstehen, sich in eine Parallelgesellschaft zurückzuziehen und die Sprachkurse abzubrechen.
„Angestoßen durch Initiativen gegen Kindesmissbrauch und zur Unterbrechung des ‚Teufelskreises früher Traumatisierung‘ durch Weitergabe eigener Traumatisierung an die nächste Generation sind deutschlandweit Forschungsverbünde entstanden, die sich um die Erforschung dieser biopsychosozialen Zusammenhänge kümmern“, schrieb Christiane Waller. Sie bezog sich offenkundig auf ein „breit aufgestelltes Forschungsprojekt“, das der Runde Tisch sexueller Kindesmissbrauch  hervorbrachte und im Jahr 2012 von den Universitätskliniken in Berlin, Heidelberg, Aachen und Magdeburg seine Arbeit aufnahm – unter dem Titel Von Generation zu Generation: Den Teufelskreis der Traumatisierung durchbrechen. Als ein Ergebnis unter vielen legte die Psychologin Katja Dittrich acht Jahre später in Berlin ihre Dissertation in englischer Sprache unter dem Titel From one Generation to the Next vor, die von Felix Bermpohl, einem der federführenden Betreuer des Forschungsprojekts, begutachtet wurde.
Ein weiteres Programm, das einen Einfluss auf die Weitergabe elterlicher Bindungsmuster nimmt, ist das Frühinterventionsprogramm STEEP („Steps Toward Effective and Enjoyable Parenting“).